# A Little Too Late
Az  A Little Too Late  egy pop rock stílusú dal, melyet Gary Barlow, Delta Goodrem és Eliot Kennedy írtak Delta Goodrem énekesnő második nagylemezére. A Mistaken Identity album negyedik kislemezre másolt dala, mely 2005. május 27-én jelent meg Ausztráliában.

## Megalkotása
A dal Delta tizedik olyan kislemeze amelyik felkerült az ARIA zenei listára. A 13. helyen debütált, és ez volt az énekesnő első olyan dala, amelyik a 2001-ben megjelent kevésbé népszerű I don't care című száma után, nem került be a Top 10-be. Két hét után már a Top 20-ban sem volt benne, és mindössze 16 hét után kikerült a Top 100-as listáról.
A dalhoz természetesen videóklip is készült, melynek rendezője Anthony Rose volt, és Ausztráliában forgatták le.

## Diszkográfiája
Ausztrál CD kislemez
- A Little Too Late
- The Riddle
- If I Forget (demo mix)
- A Little Too Late (videóklip)

## Helyezés a kislemez eladási listán
| Lista (2005)                  | Helyezés |
| ----------------------------- | -------- |
| Ausztrália ARIA Singles Chart | 13       |

## Fordítás
- Ez a szócikk részben vagy egészben  az   A Little Too Late (Delta Goodrem song) című angol Wikipédia-szócikk fordításán alapul.  Az eredeti cikk szerkesztőit annak laptörténete sorolja fel. Ez a jelzés csupán a megfogalmazás eredetét és a szerzői jogokat jelzi, nem szolgál a cikkben szereplő információk forrásmegjelöléseként.